# 60e cérémonie du Deutscher Filmpreis
La 60e cérémonie des Deutscher Filmpreis, organisée par la Deutsche Filmakademie (« Académie du film allemand »), s'est déroulée le 23 avril 2010 au Friedrichstadt-Palast à Berlin, et a récompensé les films sortis en 2009.

## Palmarès
- Meilleur film :
  -  Le Ruban blanc (Das weiße Band) de Michael Haneke
  -  La Révélation (Sturm) de Hans-Christian Schmid
  -  L'Étrangère (Die Fremde) de Feo Aladag
  - Everyone Else (Alle Anderen) de Maren Ade
  - Soul Kitchen de Fatih Akın
  - Fleur du désert (Wüstenblume) de Sherry Hormann